# William de Mowbray

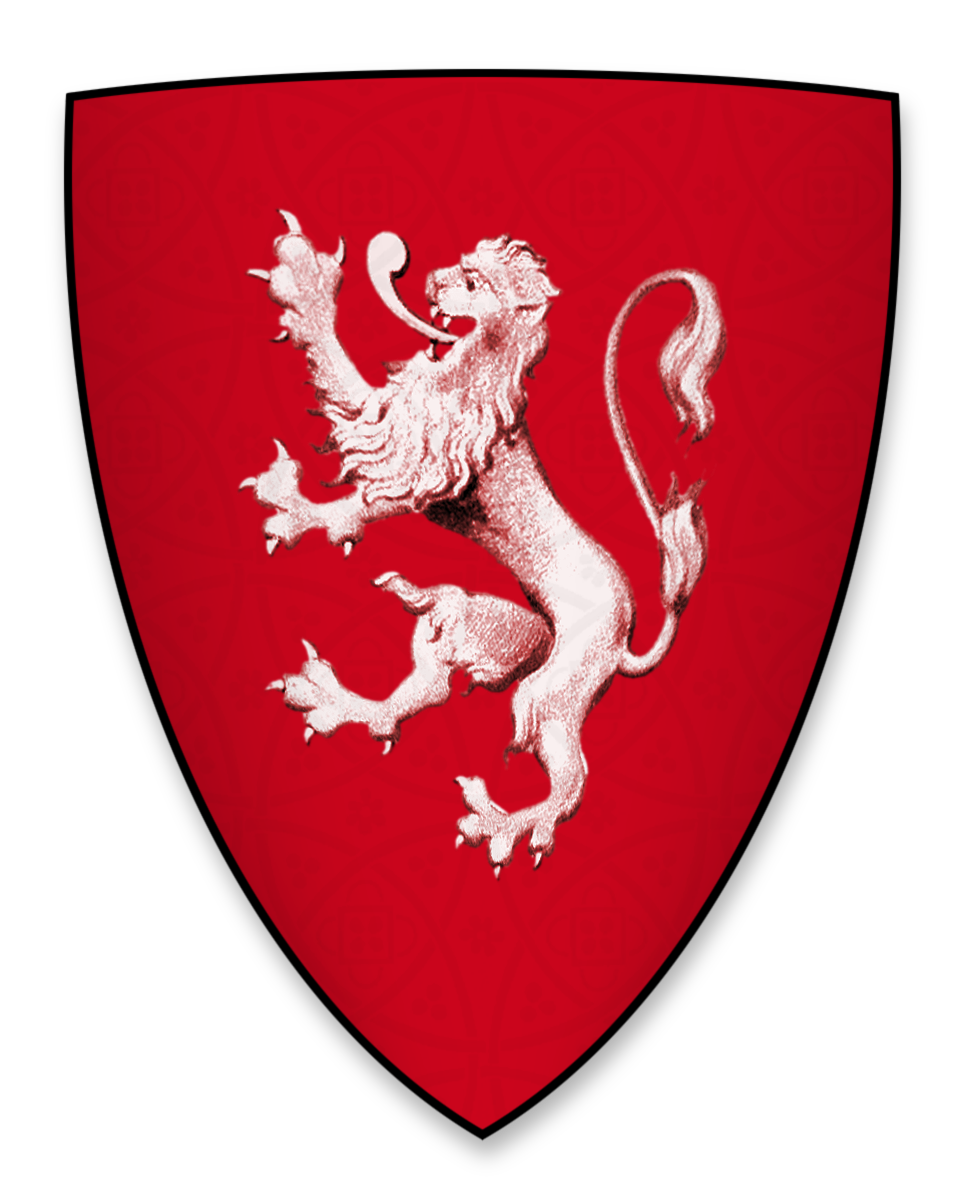
Wappen von William de Mowbray

William de Mowbray (* 1173; † vor März 1224 in Axholme Castle) war ein englischer Adliger. Er gehörte zu den nordenglischen Baronen, die unter König Johann Ohneland von diesem benachteiligt wurden, worauf sie sich zu einer Adelsopposition zusammenschlossen und den König zur Anerkennung der Magna Carta zwangen.

## Herkunft und Nachfolge seines Vaters
William de Mowbray entstammte dem Haus Mowbray. Er war der älteste Sohn von Nigel de Mowbray und von Mabel († 1219), die vermutlich eine Tochter von William de Patri war. Sein Großvater väterlicherseits war Roger de Mowbray. In einer zeitgenössischen Chronik wird er als klein wie ein Zwerg, jedoch großzügig und tapfer beschrieben. Als sein Vater 1191 starb, wurde er Erbe von dessen Ländereien in Yorkshire, vor allem um Thirsk, sowie auf der Isle of Axholme in Lincolnshire. Als er 1194 volljährig wurde, musste er für das Erlangen seines Erbes eine Gebühr in Höhe von £ 100 zahlen. Anschließend musste er sofort eine fast genau so hohe Summe als seinen Beitrag für das Lösegeld für den in Deutschland gefangenen König Richard Löwenherz aufbringen. Bis zur vollständigen Bezahlung des Lösegelds blieb er als Geisel in Deutschland. Nach seiner Freilassung bezeugte er 1197 den englischen Bündnisvertrag mit Flandern.

## Vasall von Johann Ohneland und Streit mit William de Stuteville
Als Richard Löwenherz im April 1199 starb, nutzte Mowbray wie andere Barone die ungeklärte Thronfolge, um ohne königliche Erlaubnis ihre Burgen auszubauen. Er stand Richards Bruder Johann Ohneland kritisch gegenüber, schwor diesem jedoch schließlich Treue aufgrund der Versprechen, die Erzbischof Hubert Walter, der Justitiar Geoffrey fitzPeter und William Marshal in Johanns Namen machten. Dem König diente er in den nächsten Jahren häufig bei dessen Feldzügen im Krieg gegen Frankreich, vor allem, um weiteren Schildgeldforderungen zu entgehen. Durch die Eroberung der Normandie im Französisch-Englischen Krieg durch Frankreich 1204 gingen auch die Stammgüter seiner Familie in Montbray verloren. 1210 nahm Mowbray am Feldzug des Königs nach Irland teil.
1200 wurde er in einen Streit mit William de Stuteville, einem anderen nordenglischen Baron verwickelt, der Ländereien beanspruchte, die sein Vorfahre Robert de Stuteville nach einer vergeblichen Rebellion gegen König Heinrich I. vor fast 100 Jahren an Mowbrays Vorfahren verloren hatte. Obwohl Mowbrays Großvater einen Ausgleich mit Stutevilles Vater geschlossen hatte, bot Stuteville dem König 2000 Mark für ein neues Urteil in dieser Angelegenheit, worauf das königliche Gericht Anfang 1201 einen für Stuteville günstigen Kompromiss aushandelte. Danach erhielt dieser von Mowbray Brinklow in Warwickshire und andere Güter mit insgesamt neun Knight’s fee. Mowbray hatte sich für den Prozess hoch bei jüdischen Geldverleihern verschulden müssen.

## Rebell gegen den König
Mowbray gehörte spätestens ab 1214 zu den Northerners, einer Gruppe von Baronen, die in scharfer Opposition zum König standen und unter Führung von Eustace de Vesci eine starke königliche Verwaltung ablehnten. Sie hatten alle 1214 die Teilnahme am Feldzug ins Poitou und auch die Zahlung eines Schildgeldes verweigert, da sich ihrer Ansicht nach ihre Lehnspflicht gegenüber dem König sich nicht auf Gebiete außerhalb Englands erstreckte. Ostern 1215 schloss Mowbray sich dem Heer der Adelsopposition an, das sich in Stamford gesammelt hatte. Nachdem die Rebellen dem König die Anerkennung der Magna Carta abgerungen hatten, gehörte Mowbray mit anderen Northerners 1215 zu den 25 Baronen, die die Einhaltung der Vorschriften der Magna Carta durch den König überwachen sollten. Mowbray versuchte dazu den Machtkampf für seine Zwecke auszunutzen, indem er für seine Familie die erbliche Verwaltung von York Castle beanspruchte. Der König gewährte ihm dies am 19. Juni. Als es ihm Herbst 1215 wieder zum offenen Krieg der Barone kam, wurde Mowbray als Rebell gegen den König namentlich durch Papst Innozenz III. exkommuniziert. Auch nach dem Tod von Johann im Oktober 1216 kämpfte Mowbray weiter gegen den neuen König Heinrich III., bis er im Mai 1217 in der Schlacht von Lincoln in Gefangenschaft geriet. Er kam erst nach dem Frieden von Lambeth im September 1217 wieder frei. Als Lösegeld musste er jedoch das Gut von Banstead in Surrey, das er von seiner Mutter geerbt hatte, an Hubert de Burgh übergeben und auf seine Ansprüche auf York Castle verzichten. Seine sonstigen Besitzungen, die vom König beschlagnahmt worden waren, wurden ihm im Oktober 1217 zurückgegeben. Während der Rebellion von William de Forz wurde Mowbray im Januar 1221 aufgefordert, dessen Burg Skipsea zu erobern. Er starb 1223 oder Anfang 1224.

## Familie und Nachkommen
Nach Angaben aus dem 16. Jahrhundert war er mit Agnes – einer Tochter von William d’Aubigny, 2. Earl of Arundel – verheiratet, ältere Quellen nennen jedoch nur eine Frau namens Avice. Er hatte auf jeden Fall zwei Söhne:
- Nigel († 1228)
- Roger (um 1220 bis um 1266)

Sein Erbe wurde zunächst sein ältester Sohn Nigel, nach dessen kinderlosen Tod folgte ihm sein jüngerer Bruder Roger.
Mowbray gründete die Kapelle von St Nicholas in Thirsk, dazu hinterließ er Stiftungen für die von seinem Großvater gegründete Newburgh Priory bei Coxwold in Yorkshire, wo er auch begraben wurde.